# Joel Madden
Joel Reuben Madden, nato  Joel Reuben Combs (Waldorf, 11 marzo 1979), è un cantante statunitense.

## Biografia
È la voce solista del gruppo musicale pop punk Good Charlotte. È il fratello gemello del chitarrista del gruppo, Benjamin Madden. Il vero cognome di Joel Reuben è Combs, ma egli lo cambiò legalmente dopo l'abbandono del padre nella notte di Natale del 1995. Il padre, Roger Combs, lasciò la famiglia in difficili condizioni economiche, così tutta la famiglia fu costretta a trasferirsi ad Annapolis, nel Maryland, vicino a Washington. La madre, Robin, per mantenere i suoi quattro figli (il maggiore Josh, i gemellini Joel e Benji e la sorellina Sarah) fu costretta a fare molti lavori e anche i gemelli cominciarono a lavorare dall'età di 12 anni per mantenere la famiglia e arrivare a fine mese.
La svolta ci fu quando i gemelli (già amanti del genere punk rock e fan di blink-182, Green Day, NOFX, MXPX e Rancid) andarono al concerto dei Beastie Boys. Ne rimasero estasiati. Quando tornarono a casa decisero di metter su una band e cominciarono a darsi da fare. Benji cominciò a suonare la chitarra. Chiamarono per partecipare a questo progetto anche i compagni di liceo Paul Thomas, Billy Martin e Aaron Escolopio. Decisero di chiamarsi Good Charlotte, nome preso dal libro di storie per bambini preferito dai due gemelli. Cominciarono a esibirsi nei locali, bar. Nel 1998 i gemelli presero il diploma, e la madre regalò loro come premio un biglietto di sola andata per Los Angeles, dove i gemelli si esibirono in un famoso locale, e furono ingaggiati dalla Epic Records.
Nel 2000 pubblicarono Good Charlotte, il loro primo album, con sonorità molto pop con una vena del punk melodico. I singoli estratti furono Little Things, The Motivation Proclamation e Festival Song. Nel 2001 uscì il loro secondo album, The Young and The Hopeless con il quale divennero una band affermata nel panorama musicale mondiale. I singoli estratti furono The Anthem, Lifestyle of the Rich and the Famous, Hold On, The Young and the Hopeless. Nel 2004 uscì il loro terzo album, The Chronicles of Life and Death il quale vendette oltre 9 milioni di copie in tutto il mondo. I singoli estratti da questo album furono Predictable, The Chronicles of Life and Death e i successi che raggiunsero i primi posti nelle classifiche di tutto il mondo I Just Wanna Live e We Believe.
Nel 2007 è uscito il nuovo album Good Morning Revival dal quale sono stati estratti come singoli Keep Your Hands Off My Girl, The River (realizzato con la collaborazione di M. Shadows e Synyster Gates, rispettivamente cantante e chitarrista degli Avenged Sevenfold) e Dancefloor Anthem. Nella fine del 2010 è uscito il quinto album della band Cardiology, dal quale è stato estratto il singolo Like It's Her Birthday. Nel 2009 Joel ha collaborato con la band italiana dei Lost nel singolo "Sulla Mia Pelle" nella quale ha cantato una breve parte in lingua italiana. Ha partecipato anche alla registrazione del video di questa canzone.

## Vita privata
Dal 2004 al 2006 è stato fidanzato con l'attrice e cantante pop Hilary Duff, che ha tradito nella fine dell'anno e ha iniziato una relazione con la socialite Nicole Richie, da cui ha avuto due figli, Harlow Winter Kate Madden, nata l'11 gennaio 2008, e Sparrow James Midnight Madden, nato il 9 settembre 2009. Nicole e Joel si sono sposati l'11 dicembre 2010.